# Leichtathletik-Weltmeisterschaften 2022/Teilnehmer (Vietnam)
| Goldmedaillen | Silbermedaillen | Bronzemedaillen |
| ------------- | --------------- | --------------- |
| —             | —               | —               |

Der Leichtathletikverband von Vietnam nahm mit einer Athletin an den Leichtathletik-Weltmeisterschaften 2022 in Eugene teil.

## Ergebnisse

### Frauen

#### Laufdisziplinen
| Athletin      | Disziplin    | Vorlauf     | Vorlauf | Halbfinale | Halbfinale | Finale | Finale |
| Athletin      | Disziplin    | Zeit        | Platz   | Zeit       | Platz      | Zeit   | Platz  |
| ------------- | ------------ | ----------- | ------- | ---------- | ---------- | ------ | ------ |
| Quách Thị Lan | 400 m Hürden | 58,84 s DOP | 35      | DNQ        | DNQ        | –      | –      |